# Stenochironomus membranifer
Stenochironomus membranifer är en tvåvingeart som beskrevs av Yamamoto 1981. Stenochironomus membranifer ingår i släktet Stenochironomus och familjen fjädermyggor. Inga underarter finns listade i Catalogue of Life.